# ГЕС Карбі-Лангпі
ГЕС Карбі-Лангпі – гідроелектростанція на сході Індії у штаті Ассам. Використовує ресурс із річки Борпані (вона ж Um Khen, вона ж Лангпі), лівої притоки Копілі, яка в свою чергу є лівою притокою Брахмапутри.
В межах проекту річку перекрили бетонною гравітаційною греблею Хатідубі висотою 58 метрів та довжиною 229 метрів, яка потребувала 159 тис м3 матеріалу. Вона спрямовує воду до дериваційного тунелю, прокладеного через лівобережний гірський масив до розташованого за чотири з лишком кілометри верхнього балансувального резервуару шахтного типу. На завершальному етапі два водоводи діаметром по 2,6 метри подають ресурс у наземний машинний зал.
Основне обладнання станції складають дві турбіни типу Френсіс потужністю по 50 МВт, які при напорі у 235 метрів забезпечують виробництво 390 млн кВт-год електроенергії на рік.
Відпрацьована вода через відвідний канал повертається до розташованої трохи більше за сотню метрів річки.
Видача продукції відбувається по ЛЕП, розрахованій на роботу під напругою 220 кВ.